# C'est dur la culture
C'est dur la culture (Make Room for Lisa) est le 16e épisode de la 10e saison des Simpson.

## Synopsis
Lisa en a assez qu'Homer aille toujours à des endroits qui lui plaisent à lui plutôt que dans des endroits qu'elle aime. Après une dispute majeure, Homer lui laisse un choix de destination pour un dimanche après-midi père-fille. Lisa choisit d'aller à une exposition itinérante du Smithsonian Institution. Durant l'exposition, Homer met du chocolat sur l'original de la Déclaration des Droits qu'il finit par endommager en la léchant.  Il écope d'une amende de 10 000 dollars.  Comme il ne peut pas payer, la société OmniTouch, qui sponsorise l'exposition, propose d'installer une antenne GSM sur le toit de la maison des Simpson. À la suite de la transformation de sa chambre en local de télécommunication, Lisa développe divers troubles d'estomac et le docteur Hibbert lui conseille de pratiquer l'aromathérapie, ce qu'Homer refuse en faveur d'antiacides. Homer et Lisa se rendent une boutique New Age proposant des caissons d'isolation sensorielle, supposés créer des illusions. Mais tandis qu'ils sont en plein voyage spirituel, la boutique fait faillite et le caisson d'Homer est emmené.
En surveillant Maggie depuis son salon, Marge se rend compte que le baby-phone réceptionne les appels téléphoniques des habitants de Springfield. Elle prend ensuite du plaisir à écouter les conversations et à prendre des notes.